# Cinnamomum
Cinnamomum („Zimt“, „Gewürzrinde“; wie hebräisch/phönizisch-griechisch kínnamon vielleicht verwandt mit malaiisch kayumanis: „süßes Holz“) ist eine Pflanzengattung innerhalb der Familie der Lorbeergewächse (Lauraceae). Die ursprünglichen Areale der 250 bis 350 Arten liegen im tropischen und subtropischen Asien und Australien. Zahlreiche Arten, wie beispielsweise der Ceylon-Zimtbaum und der Kampferbaum, haben einen hohen wirtschaftlichen Wert.

## Beschreibung

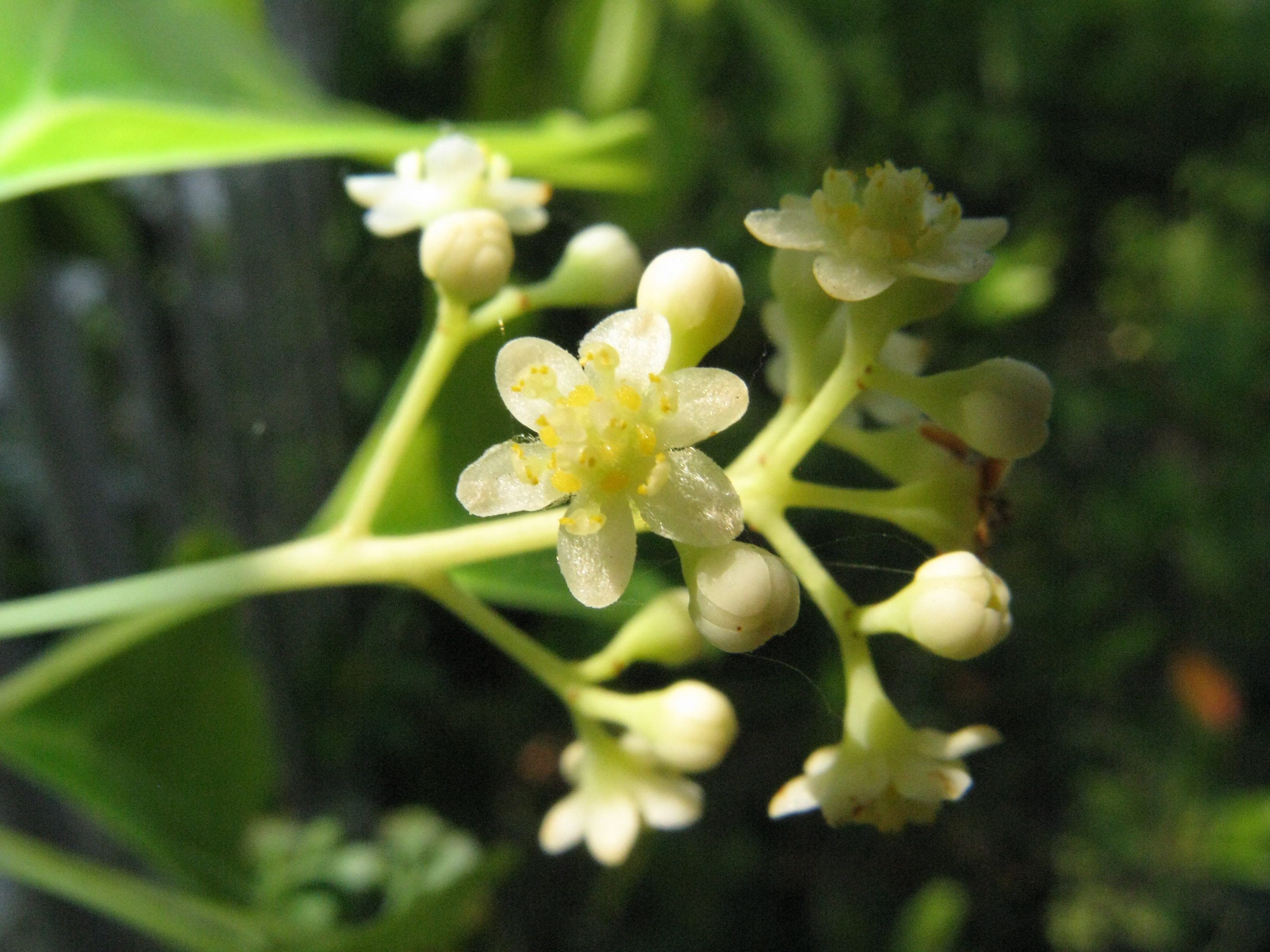
Blütenstand mit Blüten in Detail des Kampferbaumes (Cinnamomum camphora)

Alle Arten sind immergrüne, verholzende Pflanzen, die als Sträucher oder Bäume wachsen. Die Borke und die Laubblätter riechen oft aromatisch. Die meist wechselständig an den Zweigen angeordneten Laubblätter sind einfach und ganzrandig.
Die Blütezeit erfolgt wenn die Laubblätter voll entwickelt sind. In rispigen Blütenständen stehen die Blüten zusammen. Die zwittrigen Blüten enthalten (sechs bis) neun Blütenhüllblätter, (sechs bis) neun Staubblätter und drei Staminodien, sowie einen Fruchtknoten. Es werden bläuliche, fast schwarze, fast kugelige Steinfrüchte gebildet. Die Zweigrinde einiger Arten (insbesondere der Zimtkassie), lateinisch Cassia lignea genannt, wurde in der Heilkunde eingesetzt.

## Systematik

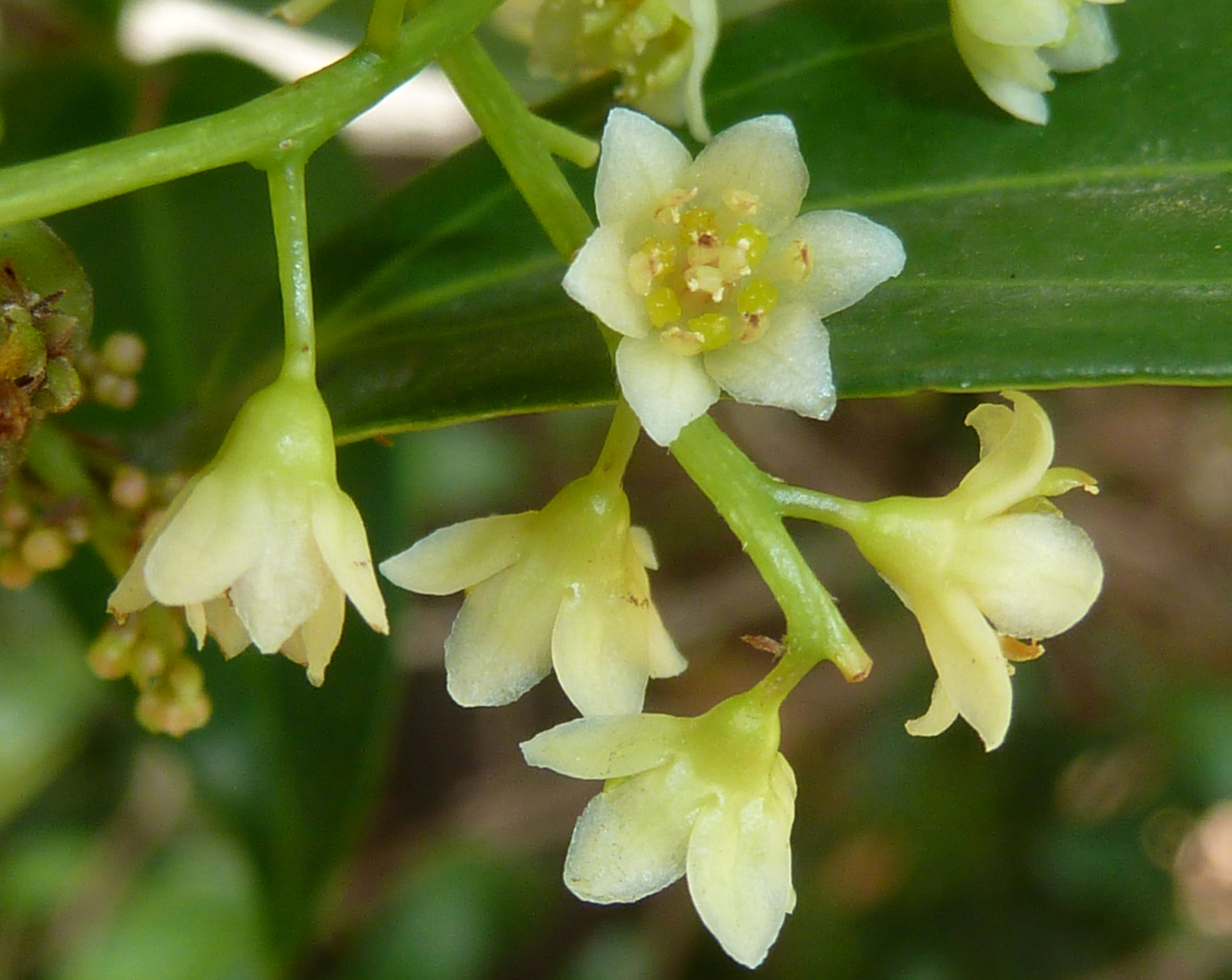
Indonesischer Zimt (Cinnamomum burmanni)

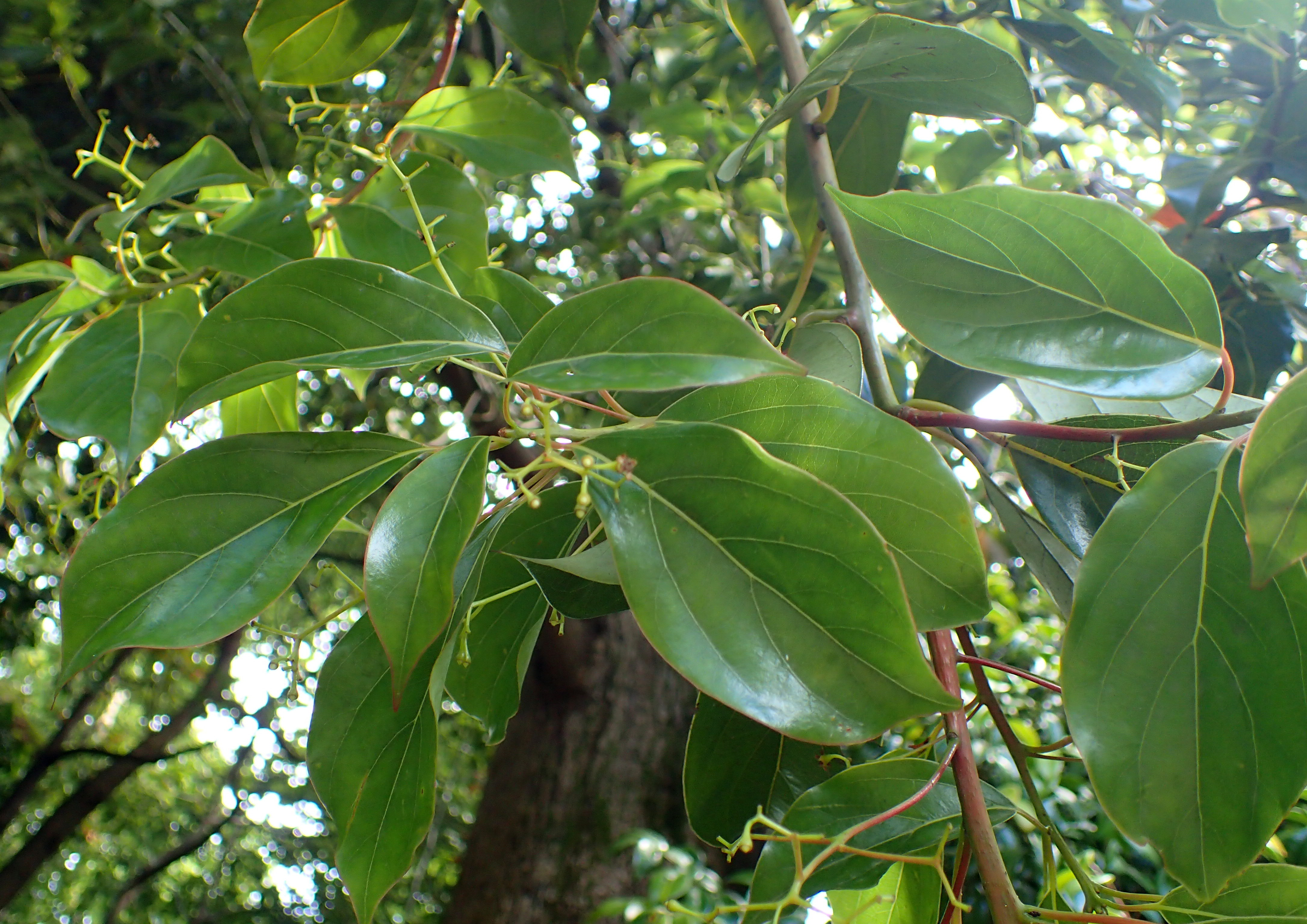
Cinnamomum glanduliferum

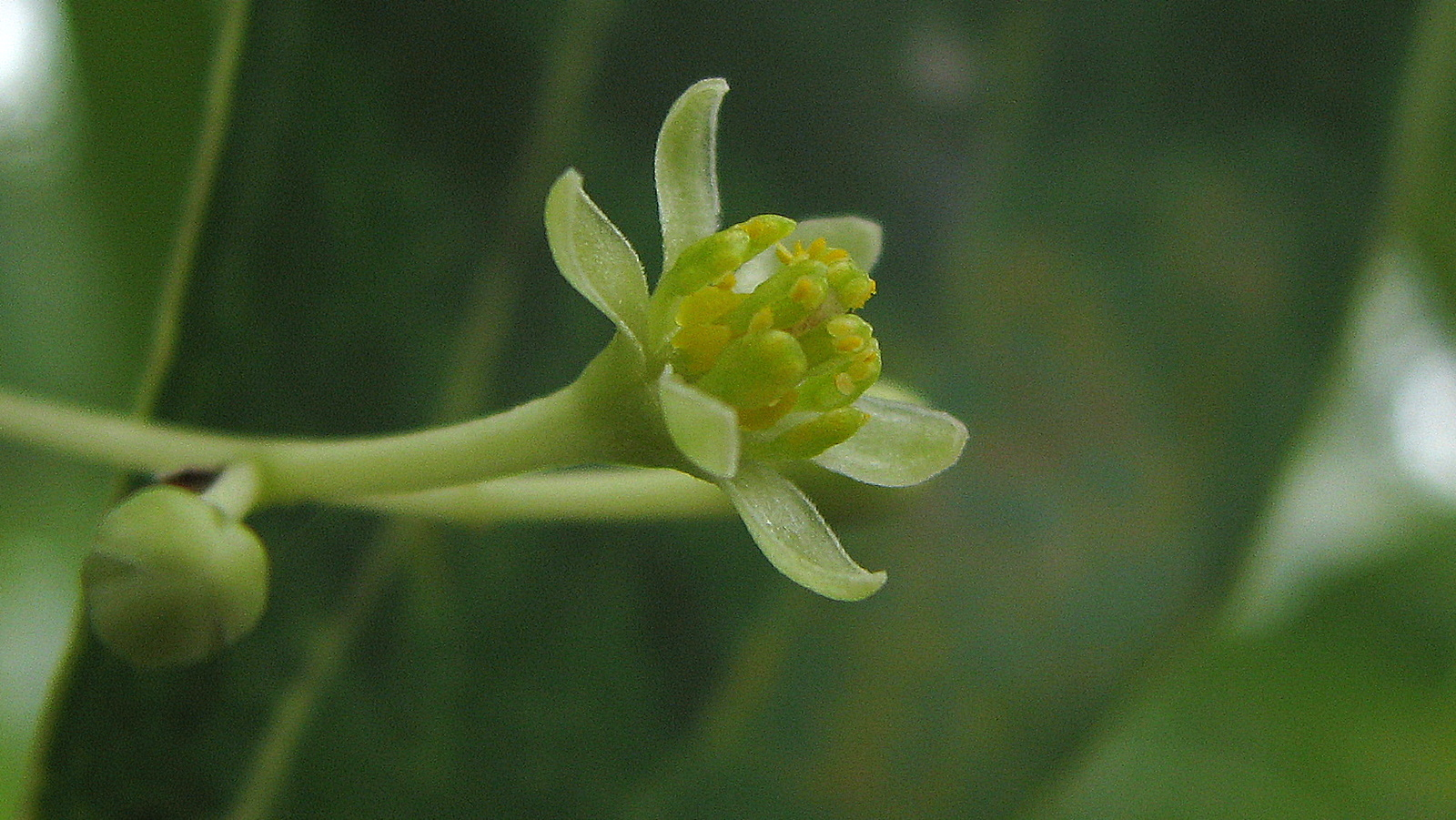
Cinnamomum iners

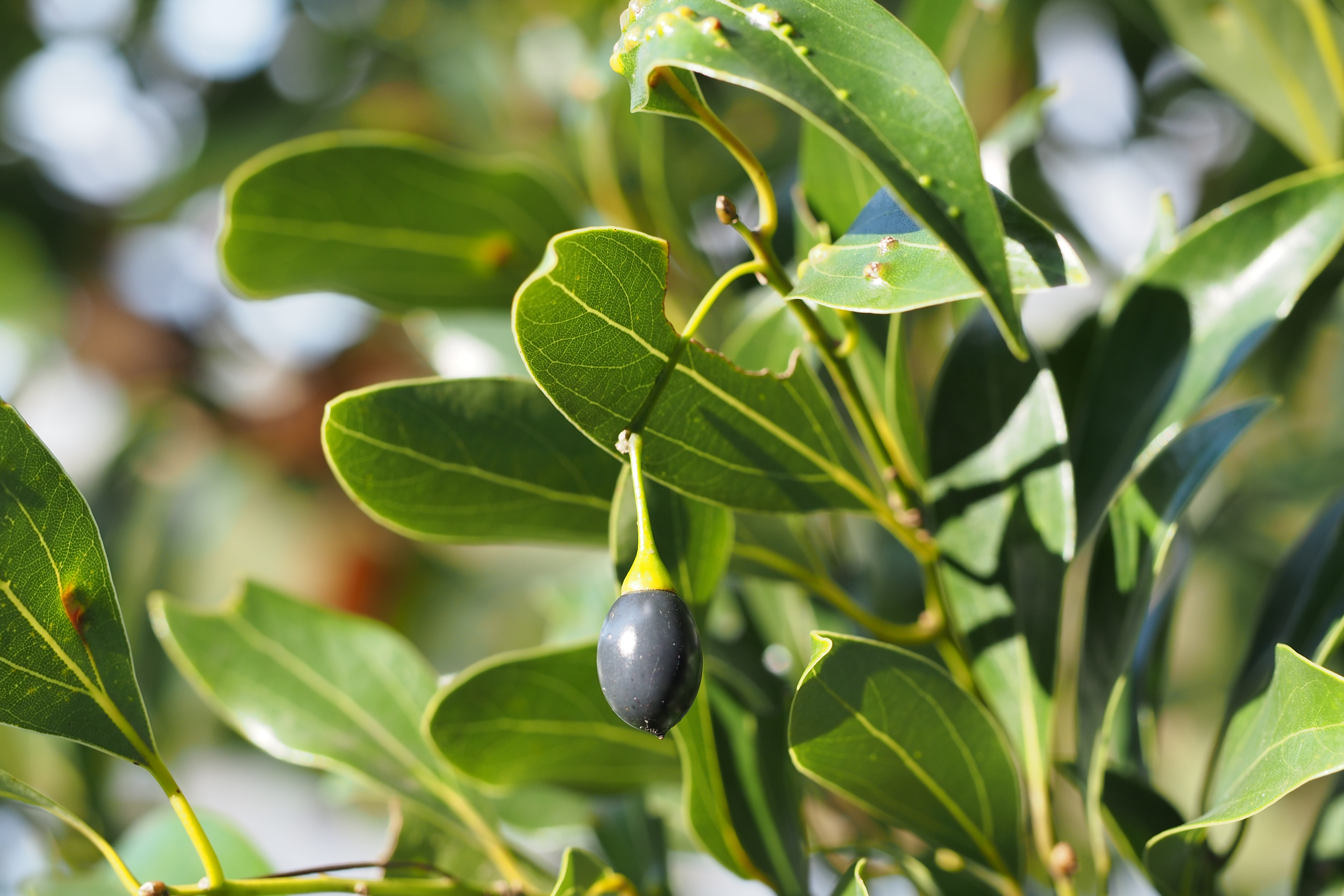
Cinnamomum japonicum

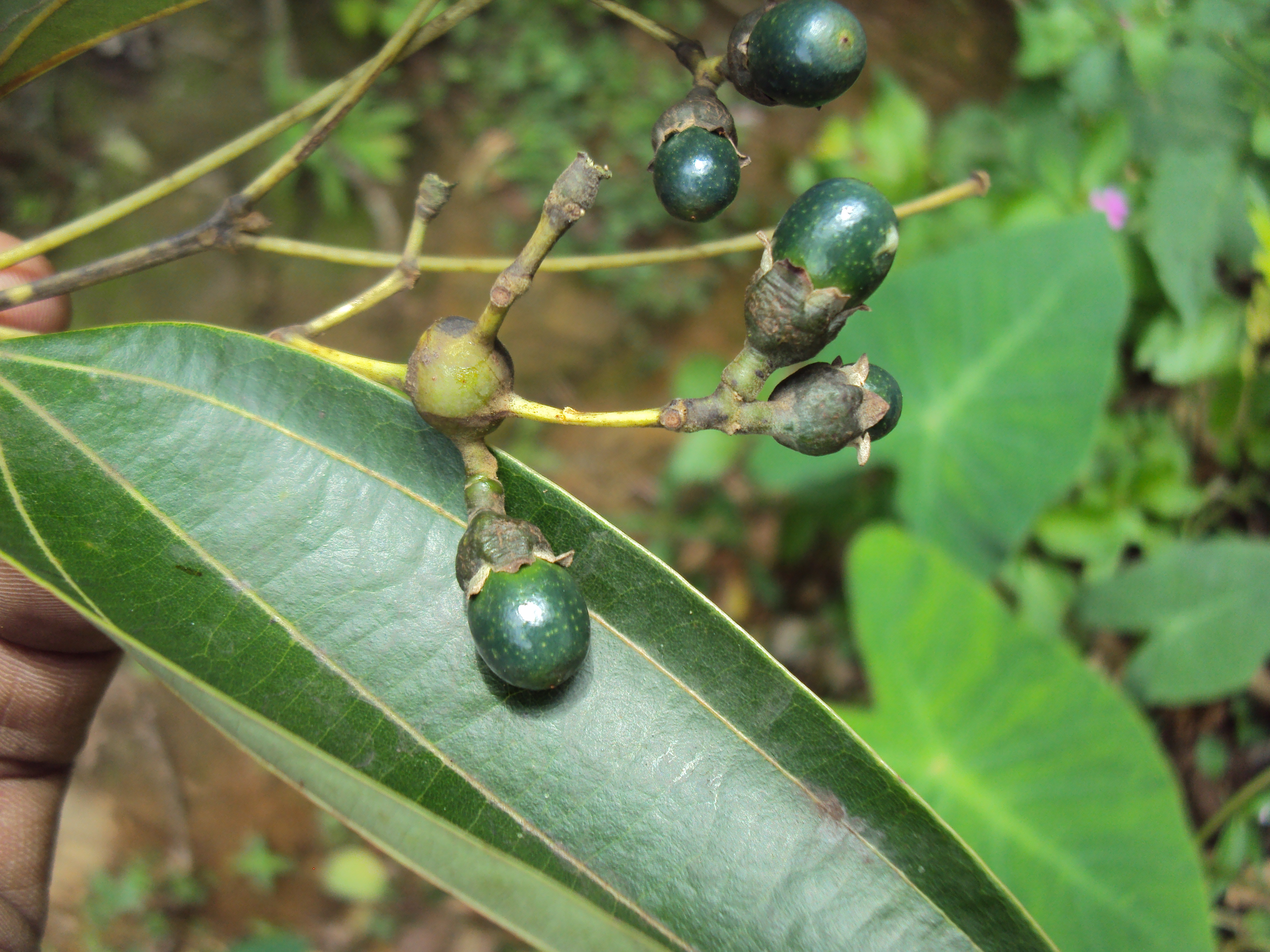
Cinnamomum malabatrum

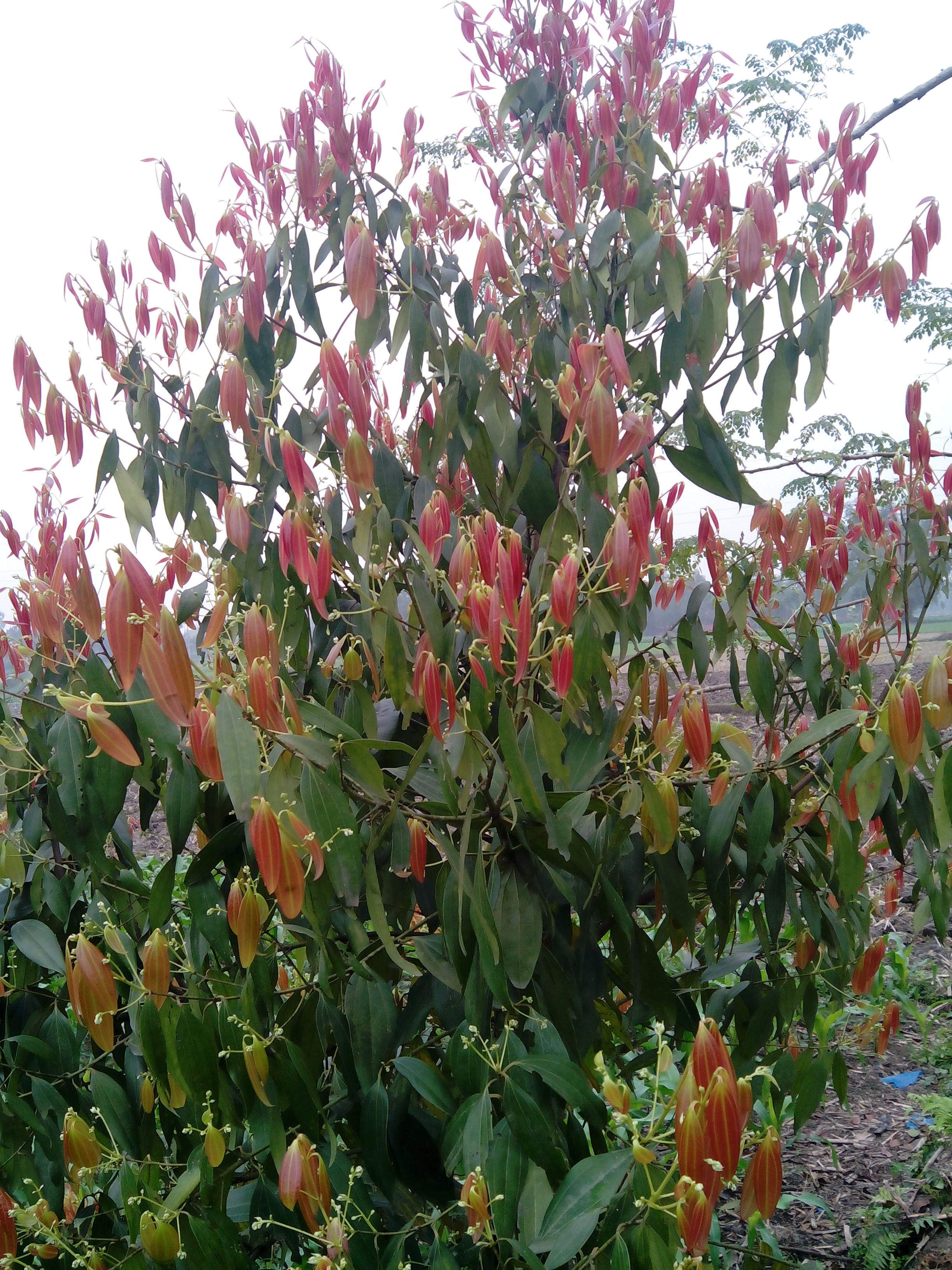
Indisches Lorbeerblatt (Cinnamomum tamala)

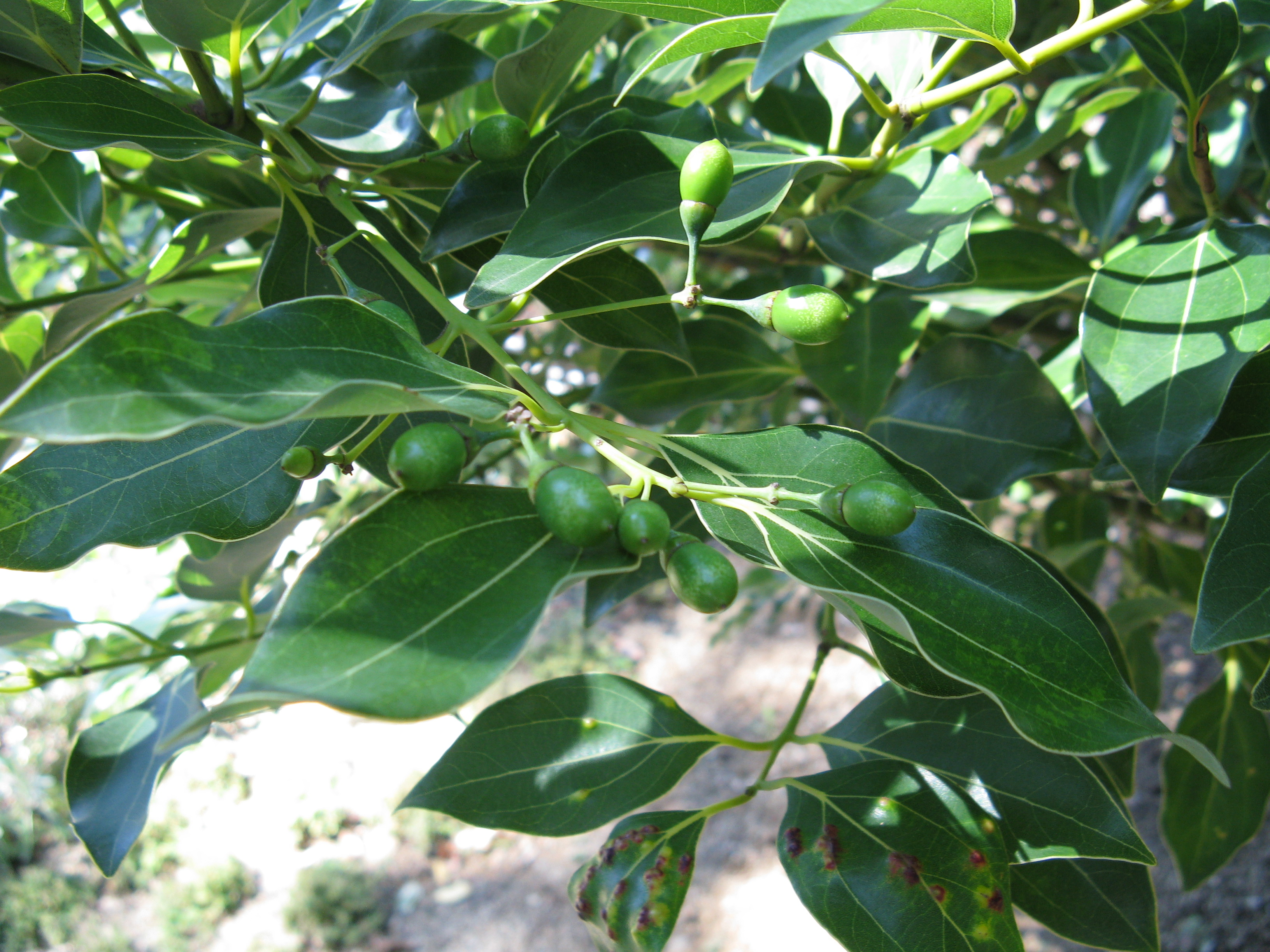
Zweig mit Laubblättern und jungen Früchten von Cinnamomum tenuifolium

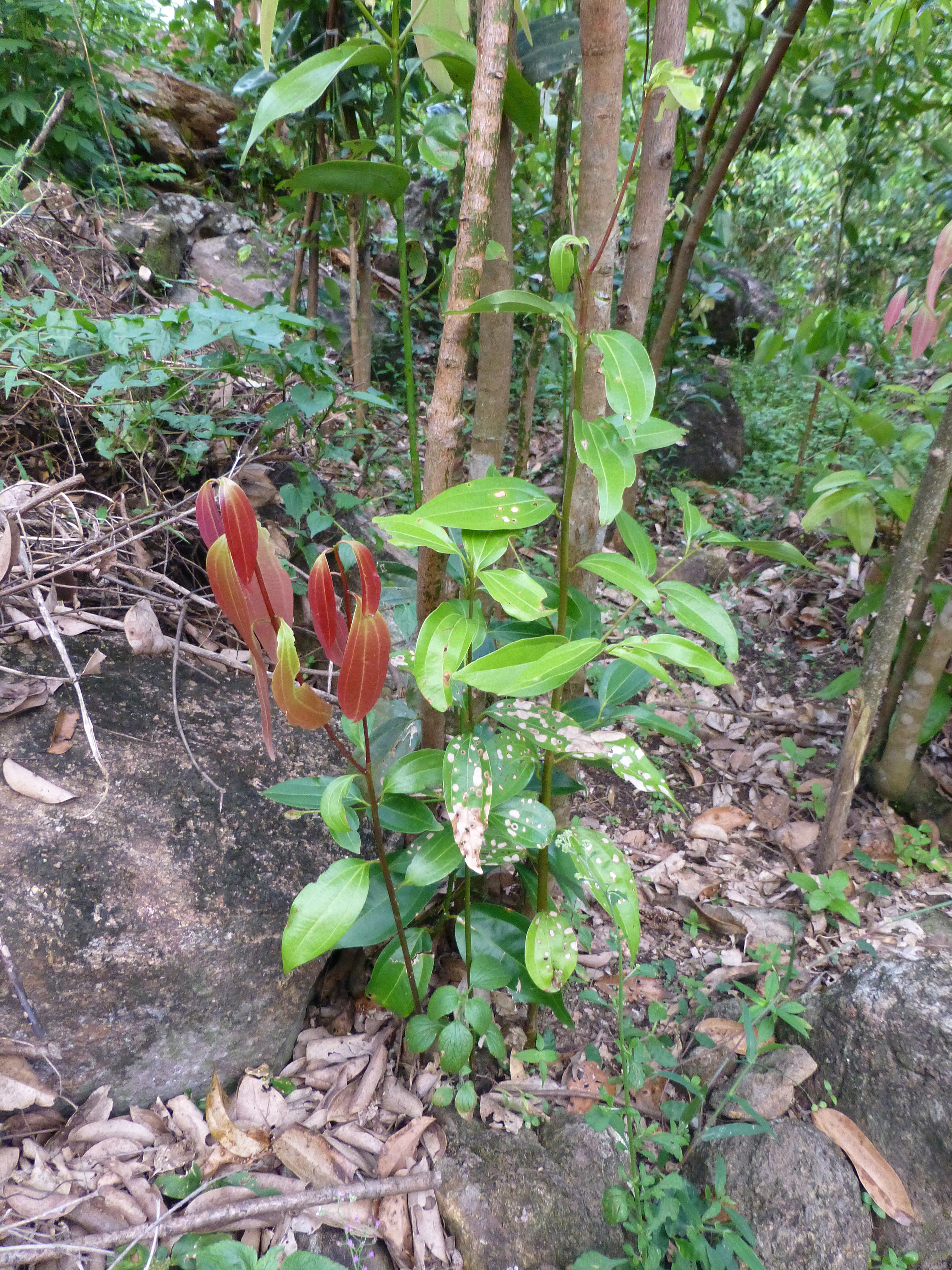
Laubausschüttung: Junge rötliche Laubblätter des Ceylon-Zimtbaumes (Cinnamomum verum)

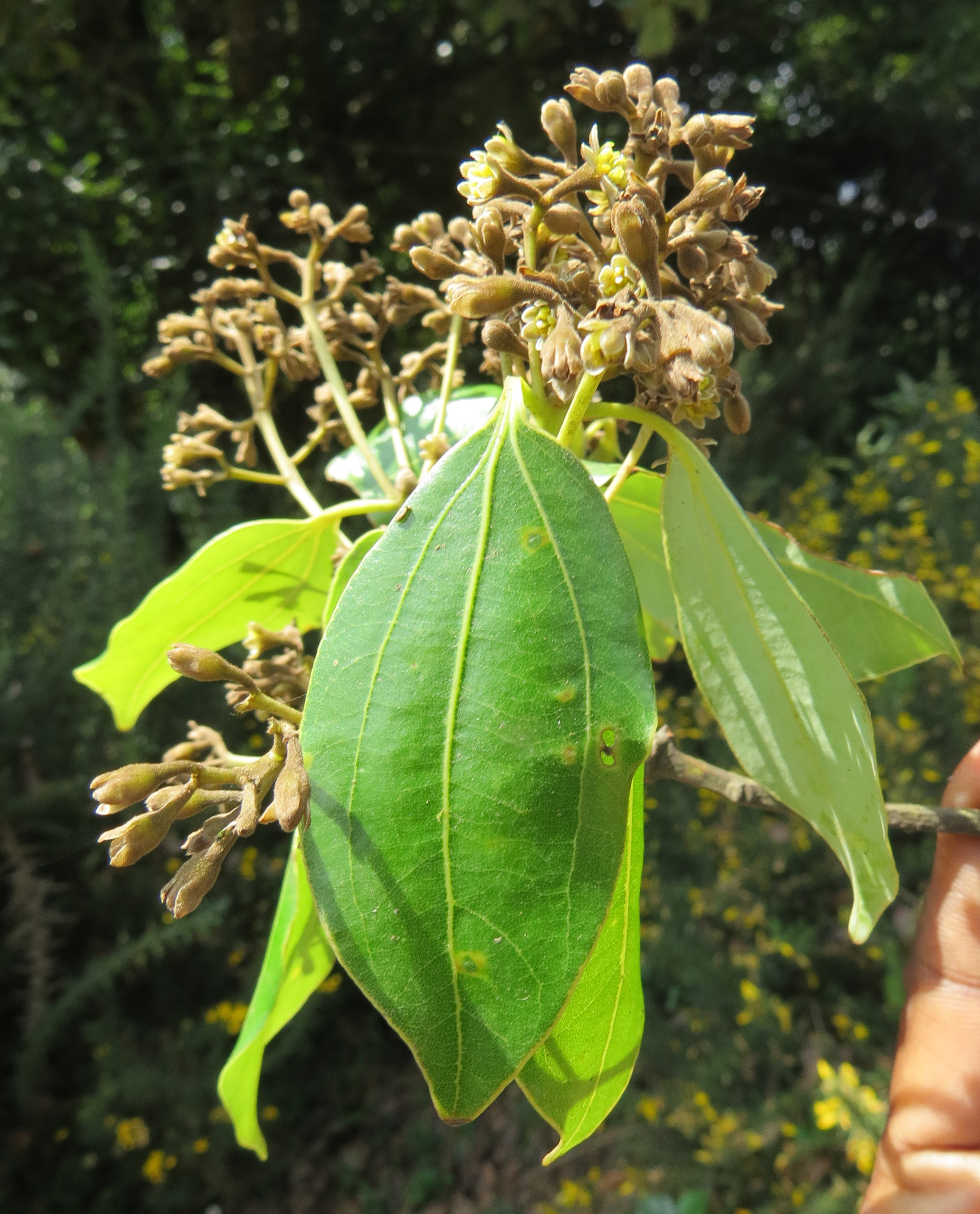
Cinnamomum wightii

Es existieren 250 bis 350 Cinnamomum-Arten:
- Cinnamomum alainii (C.K.Allen) Alain
- Cinnamomum alatum Lukman.
- Cinnamomum albosericeum (Gamble) Cheng
- Cinnamomum alexei Kosterm.
- Cinnamomum alibertii Lukman.
- Cinnamomum alternifolium Kosterm.
- Cinnamomum altissimum Kosterm.
- Cinnamomum amoenum (Nees & Mart.) Kosterm.
- Cinnamomum amplexicaule (Cham. & Schltdl.) Kosterm.
- Cinnamomum amplifolium (Mez & Donn.Sm.) Kosterm.
- Cinnamomum anacardium Kosterm.
- Cinnamomum andersonii Lukman.
- Cinnamomum angustifolium Lukman.
- Cinnamomum angustitepalum Kosterm.
- Cinnamomum antillanum (Meisn.) Kosterm.
- Cinnamomum appelianum Schewe: Sie kommt in den chinesischen Provinzen Guangdong, Guangxi, Guizhou, Hunan, Jiangxi, Sichuan und Yunnan vor.[3]
- Cinnamomum arbusculum Kosterm.
- Cinnamomum archboldianum C.K.Allen
- Cinnamomum areolatum (Lundell) Kosterm.
- Cinnamomum arfakense Kosterm.
- Cinnamomum argenteum Gamble
- Cinnamomum arsenei (C.K.Allen) Kosterm.
- Cinnamomum assamicum Lukman.
- Cinnamomum aureofulvum Gamble
- Cinnamomum austrosinense H.T.Chang: Sie kommt in den chinesischen Provinzen Fujian, Guangdong, Guangxi, SE Guizhou, Jiangxi und Zhejiang vor.[3]
- Cinnamomum austroyunnanense H.W.Li: Sie kommt im südlichen Yunnan vor.[3]
- Cinnamomum bahianum Lukman.
- Cinnamomum bahiense Vattimo
- Cinnamomum baileyanum (F.Muell. ex F.M.Bailey) Francis
- Cinnamomum balansae Lecomte
- Cinnamomum bamoense Lukman.
- Cinnamomum barbatoaxillatum N.Chao
- Cinnamomum barbeyanum (Mez) Kosterm.
- Cinnamomum beccarii Lukman.
- Cinnamomum bejolghota (Buch.-Ham.) Sweet: Sie kommt in Indien, Nepal, Bhutan, Bangladesch, Thailand, Myanmar, Laos, Vietnam und in China vor.[3][4]
- Cinnamomum bhamoensis M.Gangop.
- Cinnamomum bhaskarii M.Gangop.
- Cinnamomum bintulense Kosterm.
- Cinnamomum birmanicum Kosterm.
- Cinnamomum bishnupadae M.Gangop.
- Cinnamomum blandfordii M.Gangop.
- Cinnamomum blumei Lukman.
- Cinnamomum bodinieri H.Lév.: Sie kommt in den chinesischen Provinzen Guizhou, Hubei, westliches Hunan, östliches Sichuan, nordöstliches und südöstliches Yunnan vor.[3]
- Cinnamomum bonii Lecomte
- Cinnamomum borneense Miq.
- Cinnamomum brachythyrsum J.Li: Sie kommt im südöstlichen Yunnan vor.[3]
- Cinnamomum bractifoliaceum Lorea-Hern.
- Cinnamomum breedlovei (Lundell) Kosterm.
- Cinnamomum brenesii (Standl.) Kosterm.
- Indonesischer Zimt[5] (Cinnamomum burmanni (Nees & T.Nees) Blume, Syn.: Cinnamomum ammannii Lukman., Cinnamomum burmanni var. angustifolium Meisn., Cinnamomum burmanni var. chinense (Blume) Meisn., Cinnamomum burmanni var. kiamis (Nees) Meisn., Cinnamomum chinense Blume, Cinnamomum dulce (Roxb.) Nees, Cinnamomum hainanense Nakai, Cinnamomum macrostemon Hayata, Cinnamomum mindanaense Elmer, Cinnamomum mutabile Blume ex Miq., Cinnamomum thunbergii Lukman.), Padang-Zimt[6]; er ist Indien, Indonesien, Vietnam, Myanmar, die Philippinen und China verbreitet.[4][3] In Hawaii ist er ein Neophyt.[4]
- Cinnamomum calciphilum Kosterm.
- Cinnamomum calleryi Lukman.
- Cinnamomum calyculatum Miq.
- Cinnamomum cambodianum Lecomte
- Kampferbaum oder Campherbaum[5] (Cinnamomum camphora (L.) J.Presl, Camphora camphora (L.) H.Karst., Camphora hahnemannii Lukman., Camphora hippocratei Lukman., Camphora officinarum Nees, Camphora vera Raf., Camphorina camphora (L.) Farw., Cinnamomum camphora var. cyclophyllum Nakai, Cinnamomum camphora var. glaucescens (A.Br.) Meisn., Cinnamomum camphora var. hosyo (Hatus.) J.C.Liao, Cinnamomum camphora var. linaloolifera Y.Fujita, Cinnamomum camphora var. rotundifolia Makino, Cinnamomum camphoriferum St.-Lag., Cinnamomum camphoroides Hayata, Cinnamomum nominale (Hats. & Hayata) Hayata, Cinnamomum officinarum Nees ex Steud.)[3]
- Cinnamomum camphoratum Blume
- Cinnamomum cappara-coronde Blume
- Cinnamomum caratingae Vattimo-Gil
- Cinnamomum carrierei Lukman.
- Cinnamomum caryophyllus (Lour.) S.Moore
- Zimtkassie[5] (Cinnamomum cassia (L.) D.Don, Syn.: Cinnamomum aromaticum Nees, Camphorina cassia (Nees & T.Nees) Farw., Cinnamomum cassia (L.) J.Presl, Cinnamomum longifolium Lukman., Cinnamomum medium Lukman.), Chinesischer Zimt, China-Zimt, Gemeiner Zimt, Zimtkassia, Kassia, Kassie, Cassia[7]. Sie stammt vielleicht aus dem südlichen China.[4] Sie wird in vielen tropischen Ländern angebaut.[3]
- Cinnamomum caudiferum Kosterm.
- Cinnamomum cebuense Kosterm.
- Cinnamomum celebicum Miq.
- Cinnamomum champokianum Baruah & S.C.Nath
- Cinnamomum chantinii Lukman.
- Cinnamomum chartophyllum H.W.Li: Sie kommt im südlichen und südöstlichen Yunnan vor.[3]
- Cinnamomum chavarrianum (Hammel) Kosterm.
- Cinnamomum chekiangense Nakai
- Cinnamomum chemungianum M.Mohanan & A.N.Henry
- Cinnamomum chengkouense N.Chao
- Cinnamomum chiapense (Lundell) Kosterm.
- Cinnamomum cinnamomum (L.) Cockerell
- Cinnamomum citriodorum Thwaites
- Cinnamomum clemensii C.K.Allen
- Cinnamomum concinnum Lorea-Hern.
- Cinnamomum contractum H.W.Li: Sie kommt im südöstlichen Xizang und im nordwestlichen Yunnan in Höhenlagen zwischen 1800 und 2800 Metern vor.[3]
- Cinnamomum cordatum Kosterm.
- Cinnamomum coriaceum Cammerl.
- Cinnamomum corneri Kosterm.
- Cinnamomum costaricanum (Mez & Pittier) Kosterm.
- Cinnamomum crassinervium Miq.
- Cinnamomum crenulicupulum Kosterm.
- Cinnamomum culilaban (L.) J.Presl
- Cinnamomum culitlawan (L.) J.Presl
- Cinnamomum cupulatum Kosterm.
- Cinnamomum curvifolium (Lam.) Nees
- Cinnamomum cuspidatum Miq.
- Cinnamomum cyrtopodum Miq.
- Cinnamomum daphnoides Siebold & Zucc.: Sie kommt in Japan auf Kyushu und den Ryūkyū-Inseln vor.[4]
- Cinnamomum dasyanthum Miq.
- Cinnamomum decaisnei Lukman.
- Cinnamomum decourtilzii Lukman.
- Cinnamomum degeneri C.K.Allen
- Cinnamomum deschampsii Gamble
- Cinnamomum dictyoneuron Kosterm.
- Cinnamomum doederleinii Engl.
- Cinnamomum dominii (H.Lév.) C.F.Ji
- Cinnamomum duartianum Vattimo
- Cinnamomum dubium Nees
- Cinnamomum dulcis Sweet
- Cinnamomum ×durifruticeticola Hatus.
- Cinnamomum ebaloi Kosterm.
- Cinnamomum effusum (Meisn.) Kosterm.
- Cinnamomum ehrenbergii (Mez) Kosterm.
- Cinnamomum ellipticifolium Kosterm.
- Cinnamomum elongatum (Nees) Kosterm.
- Cinnamomum endlicheriicarpum Kosterm.
- Cinnamomum englerianum Schewe
- Cinnamomum erectifolium (Allen) Kosterm.
- Cinnamomum erythropus (Nees & Mart.) Kosterm.
- Cinnamomum esquirolii H.Lév.
- Cinnamomum estrellense (Meisn.) Kosterm.
- Cinnamomum eugenoliferum Kosterm.
- Cinnamomum falcatum (Mez) R.A.Howard
- Cinnamomum fargesii Lecomte
- Cinnamomum filamentosum (C.K.Allen) Kosterm.
- Cinnamomum filipedicellatum Kosterm.
- Cinnamomum filipes (Rusby) Kosterm.
- Cinnamomum fitianum (Meisn.) A.C.Sm.
- Cinnamomum floccosum van der Werff: Sie wurde 2003 erstbeschrieben.
- Cinnamomum formicarium van der Werff & Lorea-Hern.: Sie wurde 2009 aus Ecuador erstbeschrieben.
- Cinnamomum fouilloyi Kosterm.
- Cinnamomum foveolatum (Merrill) H.W.Li & J.Li: Die Neukombination erfolgte 2008.[3] Sie kommt im südlichen Guizhou, im südöstlichen Yunnan und im nördlichen Vietnam vor.[3]
- Cinnamomum frodinii Kosterm.
- Cinnamomum fruticosum (Lundell) Kosterm.
- Cinnamomum gaudichaudii Lukman.
- Cinnamomum glabrescens Miq.
- Cinnamomum glanduliferum (Wall.) Meisn. (Syn.: Cinnamomum cavaleriei H.Lév.): Sie kommt in Indien, Bhutan, Nepal, Myanmar, Malaysia und China vor.[4][3]
- Cinnamomum glaucescens (Nees) Hand.-Mazz.
- Cinnamomum glauciphyllum Kosterm.
- Cinnamomum glaziovii (Mez) Kosterm.
- Cinnamomum glossophyllum Lorea-Hern.
- Cinnamomum goaense Kosterm.
- Cinnamomum gracillimum Kosterm.
- Cinnamomum grandiflorum Kosterm.
- Cinnamomum grandifolium Cammerl.
- Cinnamomum grandis Kosterm.
- Cinnamomum grisebachii Lorea-Hern.
- Cinnamomum guyanense Lukman.
- Cinnamomum hammelianum (W.C.Burger) Lorea-Hern.: Sie wurde 2007 erstbeschrieben.
- Cinnamomum hartmannii (I.M.Johnst.) Kosterm.
- Cinnamomum hatschbachii Vattimo
- Cinnamomum haussknechtii (Mez) Kosterm.
- Cinnamomum helferi Lukman.
- Cinnamomum helicterifolium (Meisn.) Kosterm.
- Cinnamomum heterantherum (Ruiz & Pav.) Kosterm.
- Cinnamomum heyneanum Nees: Sie kommt in Indien und in Guangxi, im südwestlichen Guizhou, westlichen Hubei, östlichen Sichuan und im südöstlichen Yunnan vor.[3]
- Cinnamomum hkinlumense Kosterm.
- Cinnamomum hookeri Lukman.
- Cinnamomum hupehanum Gamble
- Cinnamomum ilicioides A.Chev.: Sie kommt im nördlichen Thailand, im nördlichen Vietnam und in Guangxi und in Hainan vor.[3]
- Cinnamomum impressicostatum Kosterm.
- Cinnamomum impressinervium Meisn.: Sie kommt im nordöstlichen Indien, Nepal, Bhutan und im nördlichen Myanmar vor.[4]
- Cinnamomum impressum (Meisn.) Kosterm.
- Cinnamomum iners Reinw. ex Blume (Synonym: Cinnamomum eucalyptoides Nees): Sie kommt in Kambodscha, Indien, Indonesien, Laos, Malaysia, Myanmar, Sri Lanka, Thailand, Vietnam und in China vor.[3]
- Cinnamomum inodorum Meisn.
- Cinnamomum insularimontanum Hayata
- Cinnamomum japonicum Siebold (Syn.: Cinnamomum acuminatifolium Hayata, Cinnamomum chekiangense Nakai, Cinnamomum chenii Nakai, Cinnamomum insularimontanum Hayata, Cinnamomum japonicum var. chekiangense (Nakai) M.B.Deng & G.Yao, Cinnamomum macrostemon var. pseudoloureiroi (Hayata) Yamamoto, Cinnamomum pedunculatum Nees, Cinnamomum pseudoloureiroi Hayata): Sie ist in Korea, Japan, Taiwan und in den chinesischen Provinzen Anhui, Fujian, Jiangsu, Jiangxi sowie Zhejiang verbreitet.[3]
- Cinnamomum javanicum Blume: Sie kommt in Indonesien, Malaysia, Vietnam und im südöstlichen Yunnan vor.[3]
- Cinnamomum jensenianum Hand.-Mazz.: Sie kommt in den chinesischen Provinzen Fujian, Guangdong, Hubei, W Hunan, Jiangxi und Sichuan vor.[3]
- Cinnamomum johnstonii (C.K.Allen) Kosterm.
- Cinnamomum kami Kosterm.
- Cinnamomum keralaense Kosterm.
- Cinnamomum kerangas Kosterm.
- Cinnamomum kerrii Kosterm.
- Cinnamomum kinabaluense Heine
- Cinnamomum kingdon-wardii Kosterm.
- Cinnamomum kotoense Kaneh. & Sasaki: Sie kommt im südlichen Taiwan vor.[3]
- Cinnamomum kruseanum O.Téllez & Villaseñor
- Cinnamomum kunstleri Ridl.
- Cinnamomum kwangtungense Merr.: Sie kommt in der chinesischen Provinz Guangdong vor.[3]
- Cinnamomum lampongum Miq.
- Cinnamomum lanaoense Kosterm.
- Cinnamomum lanigerum van der Werff: Sie wurde 2009 aus Ecuador erstbeschrieben.
- Cinnamomum lanuginosum Kosterm.
- Cinnamomum laubatii F.Muell.
- Cinnamomum lawang Kosterm.
- Cinnamomum laxiflorum Meisn.
- Cinnamomum ledermannii Schewe
- Cinnamomum leptophyllum Lorea-Hern.
- Cinnamomum liangii C.K.Allen: Sie kommt im nördlichen Vietnam, in Guangdong, Guangxi und Hainan vor.[3]
- Cinnamomum ligneum Lukman.
- Cinnamomum lineatum Kosterm.
- Cinnamomum lioui C.K.Allen
- Cinnamomum litseifolium Thwaites
- Cinnamomum loheri Merr.
- Cinnamomum lohitensis M.Gangop.: Sie wurde 2006 erstbeschrieben.
- Cinnamomum longepaniculatum (Gamble) N.Chao ex H.W.Li: Sie kommt in Sichuan vor.[3]
- Cinnamomum longipedicellatum Kosterm.
- Cinnamomum longipes (I.M.Johnst.) Kosterm.
- Cinnamomum longipetiolatum H.W.Li: Sie kommt im südlichen Yunnan in Höhenlagen zwischen 1700 und 2100 Metern vor.[3]
- Vietnamesischer Zimt[5] (Cinnamomum loureiroi Nees), Saigon-Zimt[8]; die Heimat ist Vietnam.[4]
- Cinnamomum lucens Miq.
- Cinnamomum macrocarpum Hook. f.
- Cinnamomum macrophyllum Miq.
- Cinnamomum macrostemon Hayata
- Cinnamomum mairei H.Lév.: Sie kommt im westlichen Sichuan und im nordöstlichen Yunnan vor.[3]
- Cinnamomum malabatrum (Burm. f.) J.Presl
- Cinnamomum malayanum Kosterm.
- Cinnamomum martiniquense Lukman.
- Cinnamomum mathewsii (Mez) Kosterm.
- Cinnamomum mayanum (Lundell) Kosterm.
- Cinnamomum melliodorum Kosterm.
- Cinnamomum mendozae Kosterm.
- Cinnamomum mercadoi S.Vidal
- Cinnamomum merrillianum C.K.Allen
- Cinnamomum mezii Kosterm.
- Cinnamomum miaoshanense S.Lee & F.N.Wei
- Cinnamomum micranthum (Hayata) Hayata: Sie kommt in China, Taiwan und im nördlichen Vietnam vor.[4][3]
- Cinnamomum microcarpum Kosterm.
- Cinnamomum microneurum (Meisn.) Kosterm.
- Cinnamomum microphyllum Ridl.
- Cinnamomum migao H.W.Li: Sie kommt im westlichen Guangxi und im südöstlichen Yunnan vor.[3]
- Cinnamomum molle (Mez) Kosterm.
- Cinnamomum mollicellum (Blake) Kosterm.
- Cinnamomum mollifolium H.W.Li: Sie kommt im südlichen Yunnan vor.[3]
- Cinnamomum mollissimum Hook. f.: Sie kommt in Malaysia vor.[4]
- Cinnamomum montanum (Sw.) J.Presl
- Cinnamomum mutabile Blume ex Lukman.
- Cinnamomum myrianthum Merr.
- Cinnamomum nalingway Kosterm.
- Cinnamomum nanophyllum Kosterm.
- Cinnamomum napoense van der Werff
- Cinnamomum neesii Lukman.
- Cinnamomum neurophyllum (Mez & Pittier) Kosterm.
- Cinnamomum nicolsonianum Manilal & Shylaja
- Cinnamomum nooteboomii Kosterm.
- Cinnamomum novae-britanniae Kosterm.
- Cinnamomum oblongum Kosterm.
- Cinnamomum obscurum Meisn.
- Cinnamomum oleifolium (Mez) Kosterm.
- Cinnamomum oliveri F.M.Bailey
- Cinnamomum orbiculatum Lukman.
- Cinnamomum osmophloeum Kaneh.: Sie kommt in Taiwan vor.[4][3]
- Cinnamomum ovalauense Kosterm.
- Cinnamomum ovalifolium Wight
- Cinnamomum pachypes Kosterm.
- Cinnamomum pachyphyllum Kosterm.
- Cinnamomum pachypodum (Nees) Kosterm.
- Cinnamomum padiforme (Standl. & Steyerm.) Kosterm.
- Cinnamomum paiei Kosterm.
- Cinnamomum palaciosii van der Werff
- Cinnamomum pallescens (Mez) Kosterm.
- Cinnamomum pallidum Gillespie
- Cinnamomum panayense Kosterm.
- Cinnamomum paraneuron Miq.
- Cinnamomum parthenoxylon (Jack) Meisn.: Sie kommt in Indien, Nepal, Indonesien, Malaysia, Thailand, Kambodscha, Laos, Vietnam und in China vor.[4][3]
- Cinnamomum pauciflorum Nees (Syn.: Cinnamomum calcareum Y.K.Li, Cinnamomum petrophilum N.Chao, Cinnamomum recurvatum (Roxb.) Wight): Sie kommt in Indien, Nepal und in China vor.[3]
- Cinnamomum patens (Meisn.) Kosterm.
- Cinnamomum pedatinervium Meisn.
- Cinnamomum pendulum Cammerl.
- Cinnamomum penninervium Kosterm.
- Cinnamomum percoriaceum Kosterm.
- Cinnamomum perglabrum Kosterm.
- Cinnamomum perrottetii Meisn.
- Cinnamomum petiolatum Kosterm.
- Cinnamomum petrophilum N.Chao
- Cinnamomum philippinense (Merr.) C.E.Chang: Sie kommt auf den Philippinen und auf Taiwan vor.[3]
- Cinnamomum pilosum Cammerl.
- Cinnamomum pingbienense H.W.Li: Sie kommt im südwestlichen Guangxi, südlichen Guizhou und im südöstlichen Yunnan vor.[3]
- Cinnamomum piniodorum Schewe
- Cinnamomum pittosporoides Hand.-Mazz.: Sie kommt im südlichen Sichuan und im zentralen und südöstlichen Yunnan in Höhenlagen zwischen 1800 und 2500 Metern vor.[3]
- Cinnamomum platyphyllum (Diels) C.K.Allen: Sie kommt in Chongqing und im nordöstlichen Sichuan vor.[3]
- Cinnamomum podagricum Kosterm.
- Cinnamomum polderi Kosterm.
- Cinnamomum politum Miq.
- Cinnamomum polyadelphum (Lour.) Kosterm.
- Cinnamomum porphyrium (Griseb.) Kosterm.
- Cinnamomum porphyrospermum Kosterm.
- Cinnamomum propinquum F.M.Bailey
- Cinnamomum pseudopedunculatum Hayata
- Cinnamomum psychotrioides (Kunth) Kosterm.
- Cinnamomum puberulum Ridl.
- Cinnamomum pubescens Kochummen
- Cinnamomum purpureaum H.G.Ye & F.G.Wang: Sie wurde 2006 erstbeschrieben.
- Cinnamomum quadrangulum Kosterm.
- Cinnamomum racemosum Kosterm.
- Cinnamomum reticulatum Hayata: Sie kommt in Taiwan vor.[3]
- Cinnamomum reticulifolium Kosterm.
- Cinnamomum rhynchophyllum Miq.
- Cinnamomum riedelianum Kosterm.
- Cinnamomum riedelii Lukman.
- Cinnamomum rigidissimum H.T.Chang: Sie kommt in Guangdong, Guangxi, Hainan, Taiwan und Yunnan vor.[3]
- Cinnamomum rigidum Gillespie
- Cinnamomum riparium Gamble
- Cinnamomum rivulorum Kosterm.
- Cinnamomum rosiflorum Kosterm.
- Cinnamomum rosselianum Kosterm.
- Cinnamomum rufotomentosum K.M.Lan: Sie kommt nur im südwestlichen Guizhou vor.[3]
- Cinnamomum rumphii Lukman.
- Cinnamomum rupestre Kosterm.
- Cinnamomum safrol Kosterm.
- Cinnamomum salicifolium (Nees) Kosterm.
- Cinnamomum sancti-caroli Kosterm.
- Cinnamomum sandkuhlii Merr.
- Cinnamomum sanjappae M.Gangop.: Sie wurde 2006 erstbeschrieben.
- Cinnamomum saxatile H.W.Li: Sie kommt in Guangxi, Guizhou und im südöstlichen Yunnan vor.[3]
- Cinnamomum scortechinii Gamble
- Cinnamomum sellowianum (Nees & Mart.) Kosterm.
- Cinnamomum semecarpifolium (Meisn.) Kosterm.
- Cinnamomum septentrionale Hand.-Mazz.: Sie kommt im südlichen Gansu, im südlichen Shaanxi und in Sichuan vor.[4][3]
- Cinnamomum sericans Hance
- Cinnamomum sessilifolium Kaneh.
- Cinnamomum siamense Craib
- Cinnamomum sieboldii Meisn.
- Cinnamomum simondii Lecomte
- Cinnamomum sinharajaense Kosterm.
- Cinnamomum sintoc Blume
- Cinnamomum sleumeri Kosterm.
- Cinnamomum smithianum Kosterm.
- Cinnamomum soegengii Kosterm.
- Cinnamomum soepadmoi Kosterm.
- Cinnamomum solomonense C.K.Allen
- Cinnamomum splendens Kosterm.
- Cinnamomum spurium Blume ex Lukman.
- Cinnamomum stenophyllum (Meisn.) Vattimo
- Cinnamomum stereophyllum (Meisn.) Kosterm.
- Cinnamomum suaveolens Lukman.
- Cinnamomum subaveniopsis Kosterm.
- Cinnamomum subavenium Miq.: Sie kommt in Indien, Malaysia, Indonesien, Thailand, Kambodscha, Laos, Vietnam, Taiwan und in China vor.[4][3]
- Cinnamomum subcuneatum Miq.
- Cinnamomum sublanuginosum Kosterm.
- Cinnamomum subsericeum Kosterm.
- Cinnamomum subsessile (Meisn.) Kosterm.
- Cinnamomum subtetrapterum Miq.
- Cinnamomum subtriplinervium (Meisn.) Kosterm.
- Cinnamomum sulavesianum Kosterm.
- Cinnamomum sulphuratum Nees
- Cinnamomum sumatranum Meisn.
- Cinnamomum suvrae M.Gangop.: Sie wurde 2006 erstbeschrieben.
- Cinnamomum szechuanense Yen C.Yang
- Cinnamomum tahijanum Kosterm.
- Cinnamomum talawaense Kosterm.
- Indisches Lorbeerblatt[5] (Cinnamomum tamala (Buch.-Ham.) Nees &  C.H.Eberm., Syn.: Cinnamomum albiflorum Nees, Cinnamomum lindleyi Lukman., Cinnamomum pauciflorum var. tazia (Buch.-Ham.) Meisn., Cinnamomum reinwardtii Nees, Cinnamomum tamala var. elliptifolium Baruah & S.C.Nath, Cinnamomum veitchii Lukman., Cinnamomum zwartzii Lukman.): Sie ist im nördlichen Indien, Bhutan, Nepal und im westlichen Yunnan verbreitet.[4][3]
- Cinnamomum tampicense (Meisn.) Kosterm.
- Cinnamomum taquetii H.Lév.
- Cinnamomum taubertianum (Mez & Schwacke) Kosterm.
- Cinnamomum tavoyanum Meisn.
- Cinnamomum tenuifolium (Makino) Sugim.
- Cinnamomum tenuipile Kosterm.: Sie kommt im südlichen und westlichen Yunnan vor.[3]
- Cinnamomum tetragonum A.Chev.
- Cinnamomum thorelii Lecomte
- Cinnamomum tomentulosum Kosterm.
- Cinnamomum tonduzii (Mez) Kosterm.
- Cinnamomum tonkinense (Lecomte) A.Chev.: Sie kommt im nördlichen Vietnam und im südöstlichen Yunnan vor.[3]
- Cinnamomum travancoricum Gamble
- Cinnamomum trichophyllum Quisumb. & Merr.
- Cinnamomum trinervatum Yen C.Yang
- Cinnamomum trinerve (Lundell) Kosterm.
- Cinnamomum trintaense Kosterm.
- Cinnamomum triplinerve (Ruiz & Pav.) Kosterm.
- Cinnamomum tsangii Merr.: Sie kommt in den chinesischen Provinzen Fujian, Guangdong, Hainan und im südlichen Jiangxi vor.[3]
- Cinnamomum tsoi C.K.Allen: Sie kommt in Guangxi und in Hainan vor.[3]
- Cinnamomum turfosum Kosterm.
- Cinnamomum utile Kosterm.
- Cinnamomum vacciniifolium Kosterm.
- Cinnamomum validinerve Hance: Sie kommt in Guangdong und in Guangxi vor.[3]
- Cinnamomum velveti Lorea-Hern.
- Ceylon-Zimtbaum[5], Zimt, Echter Zimt, Kaneel, Canehl (Cinnamomum verum J. Presl, Syn.: Camphorina cinnamomum (L.) Farw., Cinnamomum alexei Kosterm., Cinnamomum aromaticum J.Graham, Cinnamomum barthii Lukman., Cinnamomum bengalense Lukman., Cinnamomum biafranum Lukman., Cinnamomum bonplandii Lukman., Cinnamomum boutonii Lukman., Cinnamomum capense Lukman., Cinnamomum cayennense Lukman., Cinnamomum commersonii Lukman., Cinnamomum cordifolium Lukman., Cinnamomum decandollei Lukman., Cinnamomum delessertii Lukman., Cinnamomum ellipticum Lukman., Cinnamomum erectum Lukman., Cinnamomum humboldtii Lukman., Cinnamomum karrouwa Lukman., Cinnamomum leptopus A.C.Sm., Cinnamomum leschenaultii Lukman., Cinnamomum madrassicum Lukman., Cinnamomum maheanum Lukman., Cinnamomum mauritianum Lukman., Cinnamomum meissneri Lukman., Cinnamomum ovatum Lukman., Cinnamomum pallasii Lukman., Cinnamomum pleei Lukman., Cinnamomum pourretii Lukman., Cinnamomum regelii Lukman., Cinnamomum roxburghii Lukman., Cinnamomum sieberi Lukman., Cinnamomum sonneratii Lukman.,Cinnamomum vaillantii Lukman., Cinnamomum variabile Lukman., Cinnamomum wolkensteinii Lukman., Cinnamomum zeylanicum Blume, Cinnamomum zollingeri Lukman.); die Heimat ist Sri Lanka, Indien und Myanmar.[4] Er wird in vielen tropischen Ländern angebaut.[4][3]
- Cinnamomum villosulum S.Lee & F.N.Wei
- Cinnamomum vimineum Nees
- Cinnamomum virens R.T.Baker
- Cinnamomum vitiense Kosterm.
- Cinnamomum walaiwarense Kosterm.
- Cinnamomum wightii Meisn.
- Cinnamomum wilsonii Gamble: Sie kommt in China in den Provinzen Guangdong, Guangxi, Hubei, Hunan, Jiangxi, Shaanxi und Sichuan in Höhenlagen zwischen 800 und 2400 Metern vor.[4][3]
- Cinnamomum woodii Kosterm.
- Cinnamomum woulfei Kosterm.
- Cinnamomum xanthoneurum Blume
- Cinnamomum xylophyllum Kosterm.
- Cinnamomum yabunikkei H.Ohba: Sie wurde 2006 erstbeschrieben und kommt in China, Japan und Taiwan vor.[4]
- Cinnamomum zapatae Lorea-Hern.